# Mongi Slim
Mongi Slim (em árabe: منجي سليم; Tunes, 1 de setembro de 1908 - Tunes, 23 de outubro de 1969) foi um político e diplomata tunisino, e o primeiro africano a ser Presidente da Assembleia Geral das Nações Unidas em 1961. Completou o curso de Direito na Universidade de Paris. Foi preso duas vezes pelos franceses durante a luta pela independência da Tunísia.

## Biografia

### Primeiros anos
Nasceu em 15 de setembro de 1908 em Tunes numa família aristocrática de origem grega e turca. A mãe era membro da família Beyrum, uma nobre família turca que tinha obtido proeminência em Tunes. Um dos bisavós de Slim, um grego chamado Kafkalas, foi capturado em criança por piratas e vendido como mameluco (escravo branco) ao Bei de Tunes, que o educou e libertou, tornando-o no equivalente a ministro da defesa. O seu avô paterno foi um aristocrata que governou a província de Cabo Bon.

### Carreira
Em 1936 envolveu-se em organizações que procuravam a independência da Tunísia, opondo-se ao poder colonial da França. Em 1954 tornou-se no principal negociador tunisino nas discussões com a França sobre a independência. Nesse cargo, ajudou a redigir protocolos que asseguraram a independência do seu país em 1956. Foi ministro do interior entre 1955 e 1956.
Em 1956 passou a ser o embaixador da Tunísia nos Estados Unidos, Canadá e representante permanente junto da Organização das Nações Unidas. Este envolvido no comité especial das Nações Unidas sobre o problema da Hungria e foi delegado no Conselho de Segurança das Nações Unidas. Renunciou aos cargos como embaixador nos Estados Unidos e Canadá em 1961 quando foi eleito por unanimidade para presidente da Assembleia Geral das Nações Unidas, ocupando o cargo durante a 16.ª sessão da Assembleia.
Apareceu na capa da revista Time em setembro de 1961. Depois do acidente aéreo em que morreu o Secretário Geral da ONU Dag Hammarskjöld, os Estados Unidos elaboraram um plano para Slim desempenhar as funções de Secretário Geral na altura em que era vice-presidente da Assembleia Geral. No entanto, a União Soviética favoreceu a escolha de U Thant da Birmânia e estabeleceu um acordo com os Estados Unidos para nomear Thant como Secretário Geral interino durante o resto do mandato de Hammarskjöld.
Deixou o cargo de representante permanente junto das Nações Unidas e passou a desempenhar o de ministro das relações exteriores da Tunísia até 1964. Foi depois representante pessoal do presidente Habib Bourguiba, foi ainda ministro da justiça de 12 de novembro de 1964 a 6 de setembro de 1969. Morreu em Tunes em 23 de outubro, e está sepultado no cemitério de Djellaz.